# Координате
Координате су бројни или угловни елементи који одређују положај неке тачке у равни или простору. Зависно од потребе, координате могу бити одређене са једном, две, или три тачке.
У геометрији, координатни систем је систем који користи један или више бројева, или координата, да јединствено одреди позицију тачака или других геометријских елемената на манифолду као што је Еуклидов простор. Редослед координата је значајан, и оне су понекад идентификују по њиховој позицији у уређеној N-торци а понекад словом, као у „x-координата”. Координате су реални бројеви у елементарној математици, али могу да буду комплексни бројеви или елементи апстрактнијег система као што је комутативни прстен. Употреба координатног система омогућава проблемима у геометрији да буду транслирани у проблеме о бројевима vice versa; то је основа аналитичке геометрије.

## Уобичајени координатни системи
Координатни систем је скуп линија и равни које се користе за недвосмислено одређивање положаја неког објекта његовим координатама. Постоји више врста координатних система.
- Координатни системи у равни:
  - Правоугли координатни систем. Две праве линије (координатне осе) се секу под правим углом у једној тачки (координатни почетак, исходиште). Хоризонтална оса је икс (X) оса (ординатна оса), а вертикална оса је ипсилон (Y) оса (апсцисна оса).
  - Косоугли координатни систем. Разликује се од правоуглог по томе што угао између координатних оса није 90 степени.
  - Поларни координатни систем. Има усвојени координатни почетак О и оријентисану праву линију ОП (поларна оса). Положај тачке је одређен поларним координатама: ро (ρ) (поларна раздаљина, радијус вектор, потег) и фи (φ) (поларни угао, аномалија, амплитуда).
- Координатни системи у простору:
  - Правоугли или косоугли. Овај систем стварају три координатне осе, X, Y и Z, које се међусобно секу под неким углом. Положај тачке је одређен са три координате — ордината X, апсциса Y и апликата Z.
  - Цилиндрични. Поларни координатни систем је у равни XY, а смер координатне осе Z. Цилиндричне координате су φ, ρ и Z.
  - Сферни. Образују га два поларна система. Постоји раван XY и раван ZT. Сферне координате. r, ρ и φ се зову и поларне координате у простору.

### Бројчана оса
Најједноставнији пример координатног система је идентификација тачака на линији са реалним бројевима користећи бројчану линију. У том систему, једна арбитрарна тачка O (координатни почетак) се бина на датој линији. Координата тачке P је дефинисана као растојање од O до P, при чему то растојање може да буде позитивно или негативно у зависности од тога на којој страни линије P лежи. Свакој тачки је додељена јединствена координата и сваки реални број је координата јединствене тачке.

### Картезијски координатни систем
Прототипни пример координатног система је Картезијски координатни систем. У равни, две нормалне линије су изабране и координате тачке су дате као растојања на линијама.
У три димензије, три међусобно нормалне равни се изабране и три координате тачке су растојања до сваке равни. Ово се може генералисати креирањем n координата за сваку тачку у n-димензионом Еуклидовом простору.
У зависности од смера и редоследа координатних оса систем може да буде десноруки или леворуки систем. Ово је један од многих координатних система.

### Поларни координатни систем
Још један координатни систем у широкој употреби је поларни координатни систем. Једна тачка се бира као пол и права која пролази кроз ту тачку се узима као поларна оса. За дати угао θ, постоји једна линија кроз пол чији угао са поларном осом је θ (мерено насупрот кретању казаљки на сату од осе до те линије). Затим постоји јединствена тачка на тој линији чије растојање од координатног почетка је r за дати број r. За дати пар координата (r, θ) постоји једна тачка, мада је свака тачка представљена многим паровима координата. На пример, (r, θ), (r, θ+2π) и (−r, θ+π) су све координате исте тачке. Координатни почетак се представља са (0, θ) за било коју вредност θ.

### Цилиндрични и сферни координатни систем
Постоје два уобичајена метода за проширивање поларног координатног система у три димензије. У цилиндричном координатном систему, z-координата са истим значењем као у Картезијским координатама се додаје на r и θ поларне координате чиме се формира триплет (r, θ, z). Сферичне координате чине корак даље конвертујући пар цилиндричних координата (r, z) у поларне координате (ρ, φ) чиме се формира триплет (ρ, θ, φ).

### Хомогени координатни систем
Тачка у равни се може представити у хомогеним координатама у виду триплета (x, y, z) где су x/z и y/z Картезијске координате те тачке. Овим се уводи једна „екстра” координата пошто су само две потребне за специфицирање тачке у равни, међутим овај систем је користан зато што представља сваку тачку на пројективној равни без употребе бесконачности. Генерално, хомогени координатни систем је онај у коме су само односи координата значајни и не стварне вредности.

### Други често кориштени системи
Неки други координатни системи у широкој употреби су:
- Криволинеарне координате су генерализација координатних система; систем је базиран на пресеку кривих.
  - Ортогоналне координате: координатне површине се састају под правим угловима
  - Закошене координате: координатне површине нису ортогоналне
- Лог-поларни координатни систем представља тачку у равни логаритмом растојања од координатног почетка и углом који се мери од референтне линије која пролази кроз координатни почетак.
- Пликерове координате су начин представљања линија у 3Д Еуклидовом простору користећи шест бројева као хомогене координате.
- Генерализоване координате се користе у Лагранжовом третману механике.
- Каноничке координате се користе у Хамилтонијанском треатману механике.
- Барицентричне координате се користе за тернарним графиконима и генерално у анализи троуглова.
- Трилинеарне координате се користе у контексту троуглова.

Постоје начини за описивање кривих без координата, користећи интринзичне једначине које користе инваријантне квантитете као што су закривљеност и дужина лука. Ови су обухваћене:
- Вевелова једначина повезује дужину лука и тангентни угао.
- Чезарова једначина повезује дужину лука и закривљеност.

## Координате геометријски објеката
Координатни системи се често користе за специфицирање позиције тачке у простору, мада се они исто тако могу користити за специфицирање позиције комплекснијих фигура као што су линије, равни, кругови или сфере. На пример, Пликерове координате се користе за одређивање позиције линије у простору. Када за тим постоји потреба, тип фигуре која се описује се користи за разликовање типа координатног система, на пример термин линијске координате се користи за било који координатни систем који специфицира позицију линије.
Може се десити да су системи координата за два различита скупа геометријских фигура еквивалентни у смислу њихове анализе. Пример овога су системи хомогених координата за тачке и линије у пројектној равни. Два система у оваквом случају називају се дуалистичким. Дуалистички системи имају својство да се резултати из једног система могу пренети на други пошто су ти резултати једино различите интерпретације истог аналитичког резултата; ово је познато као принцип дуалности.

## Трансформације
Због тога што често постоје различити могући координатни системи за описивање геометријских фигура, важно је да се разуме како су они повезани. Овакви односи се описују као координатне трансформације које дају формуле за координате у једном систему у смислу координата у другом систему. На пример у равни, ако Картезијске координате (x, y) и поларне координате (r, θ) имају исти координатни почетак, и ако је поларна оса позитивна x оса, онда су координатне трансформације из поларних у Картезијске координате дате са x&nbsp;=&nbsp;r&nbsp;cosθ и y&nbsp;=&nbsp;r&nbsp;sinθ.
Са сваком бијекцијом из простора до себе могу се повезати две координатне трансформације:
- таква да су нове координате слике сваке тачке исте као и старе координате оригиналне тачке (формуле за мапирање су инверзне онима за трансформацију координата)
- таква да су старе координате слике сваке тачке исте као и нове координате изворне тачке (формуле за мапирање су исте као и за координатну трансформацију)

На пример, у 1Д, ако је мапирање транслација за 3 надесно, првом се помера координатни почетак од 0 до 3, тако да координате сваке тачке постају за 3 мање, док се другом помера координатни почетак од 0 до -3, тако да координате сваке тачке постају за 3 веће.

## Координатне линије/криве и равни/површине
У две димензије, ако се једна од координата у тачки координатног система држи константном, а другој координати се дозволи да варира, онда се добијена крива назива координатном кривом. У Декартовом координатном систему координатне криве су заправо праве линије, и стога координатне линије. Специфично, оне су линије које су паралелне са једном од координатних оса. У другим координатним системима координатне криве могу бити генералне криве. На пример, координатне криве у поларним координатама добијене држањем r на константној вредности су кругови са центром у координатном почетку. Координатни системи за Еуклидов простор осим Картезијанског координатног система се називају криволинијским координатним системима. Такве процедуре нису увек смислене, на пример не постоје координатне криве у хомогеном координатном систему.
У тродимензионом простору, ако се једна координата држи константном, а другим двема се дозволи да варирају, онда се резултирајућа површина назива координатном површином. На пример, координатне површине добијене држањем ρ вредности константном у сферном координатном систему су сфере са центром у координатном почетку. У тродимензионом простору пресек две координатне површине је координатна крива. У Картезијском координатном систему може се говорити о координатним равнима.
Слично томе, координатне хиперповршине су (n − 1)-димензиони простори који проистичу из фиксирања једне координате n-димензионалног координатног система.

## Координатне мапе
Концепт координатне мапе, или координатног графикона је централан за теорију многострукости. Координатна мапа је есенцијално координатни систем за подскуп одређеног простора са својством да свака тачка има прецизно један сет координата. Прецизније, координатна мапа је хомеоморфизам из једног отвореног подскупа простора X на отворени потскуп . Често није могуће обезбедити један конзистентни координатни систем за читав простор. У том случају, колекција координатних мапа се саставља да би се формирао атлас који покрива простор. Простор опремљен таквим атласом назива се многострукост, и додатна структура се може дефинисати на многострукости ако је структура конзистентна, где се мапе координата преклапају. На пример, диференцијабилна многострукост је многострукост где је промена координата из једне координатне мапе у другу увек диференцијабилна функција.

## Координате засноване од оријентације
У геометрији и кинематици, координатни системи се користе не само за описивање (линеарне) позиције тачке, већ исто тако угаоне позиције оса, равни, и крутих тела. У каснијем случају, оријентација другог (који се типично назива „локалним”) координатног система, фиксираног у чвору, дефинише се на бази првог (који се типично назива „глобалним” или „светским” координатним системом). На пример, оријентација чврстог тела се може представити помоћу оријентационе матрице, која обухвата у своје три колоне картезијанске координате тачака. Те тачке се користе за дефинисање оријентације оса локалног система; оне су врхови три јединична вектора поравната са тим осама.